# Klosterkirche der Barmherzigen Schwestern Innsbruck

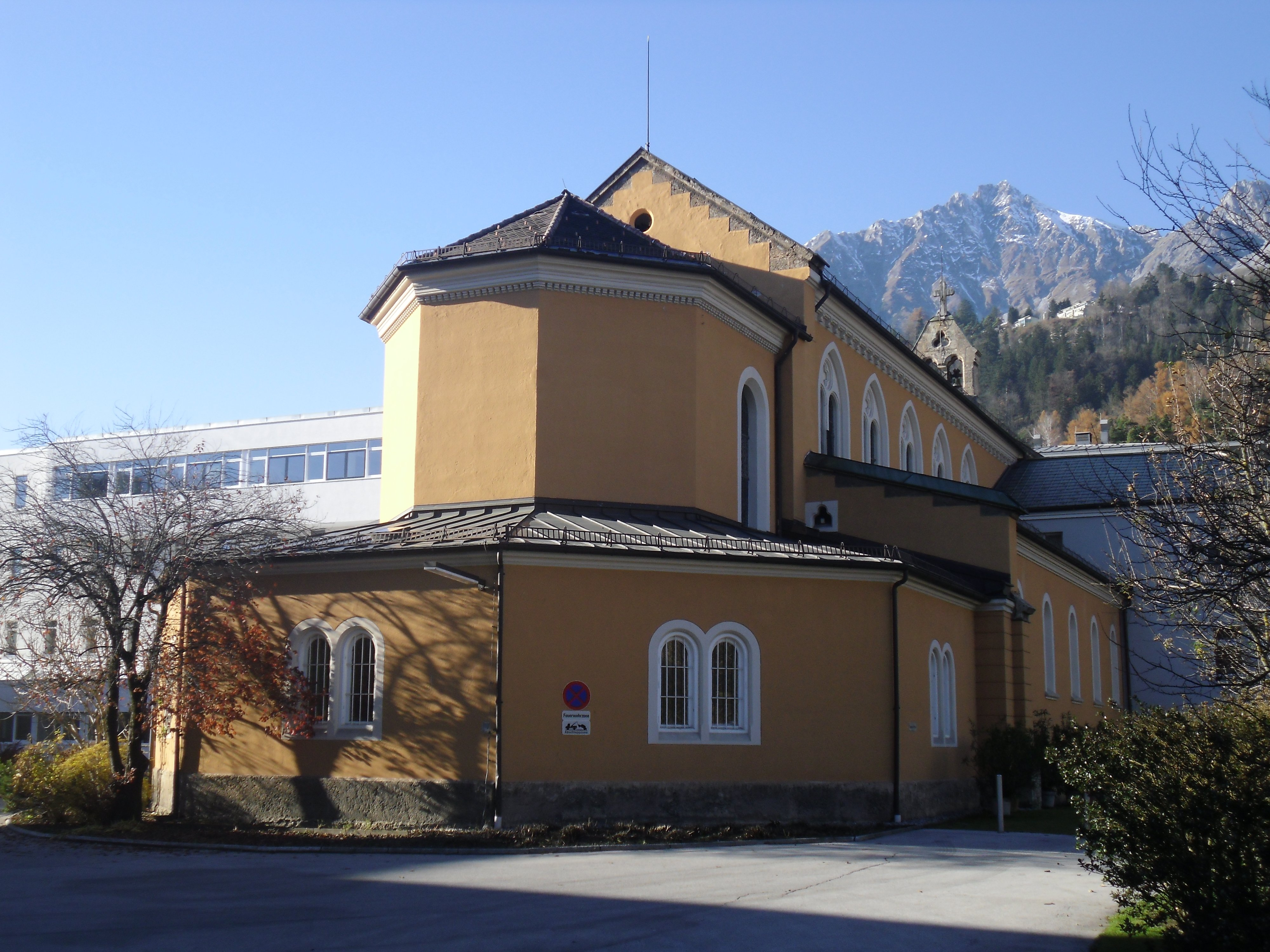
Klosterkirche der Barmherzigen Schwestern in Innsbruck von Süden

Die Klosterkirche der Barmherzigen Schwestern Innsbruck steht im Innsbrucker Stadtteil Saggen. Die der Unbefleckten Empfängnis geweihte neuromanische Kirche und der Kreuzgang des Konventgebäudes stehen unter Denkmalschutz.

## Geschichte
Das Kloster der Barmherzigen Schwestern wurde 1836 gegründet, 1837/38 wurde der erste Klosterbau westlich der Spitalskirche errichtet. 1848 erwarben die Schwestern ein Gebäude im damals noch weitgehend unbebauten Saggen, das als Versorgungshaus für Schwestern im Ruhestand diente und 1855 um eine Kapelle zur schmerzhaften Muttergottes erweitert wurde. 1862 wurde das gesamte Kloster auf das Areal an der Mühlauer Brücke verlegt. 1881 wurde der Grundstein für die neue Klosterkirche gelegt, die nach den Plänen des Architekten Franz Mayr als Nachbildung der Basilika Santa Maria in Cosmedin in Rom erbaut wurde. 1883 war der Bau vollendet und wurde am 9. November 1884 von Fürstbischof Simon Aichner geweiht.

## Architektur
Die Kirche befindet sich in der Mitte des Klosterkomplexes in den Kreuzgang des Konventgebäudes eingebunden und ist nach Südosten orientiert. Die dreischiffige Basilika mit einem stark überhöhten Mittelschiff hat gekoppelte Rundbogenfenster in Spitzbogenrahmung. Der Chor mit dreiseitigem Schluss ist von einem ebenerdigen Sakristeianbau mit Pultdach umgeben. Die neuromanische Fassade weist ein Portal mit einer Steinrahmung und ein Giebelgesims mit einem doppelbogigen offenen Giebelreiter auf. Von der Fassade ist nur das Mittelschiff sichtbar, vor den Seitenschiffen befinden sich Stiegenhäuser, die das Kloster mit der Empore verbinden. Der Kreuzgang ist mit Kreuzwegbildern und einer gemalten Friesdekoration gestaltet. Seitlich der Kirchenfront befindet sich je eine Arkade mit Schnitzfigurengruppen Auferstehung und Ölberg.

## Innenausstattung

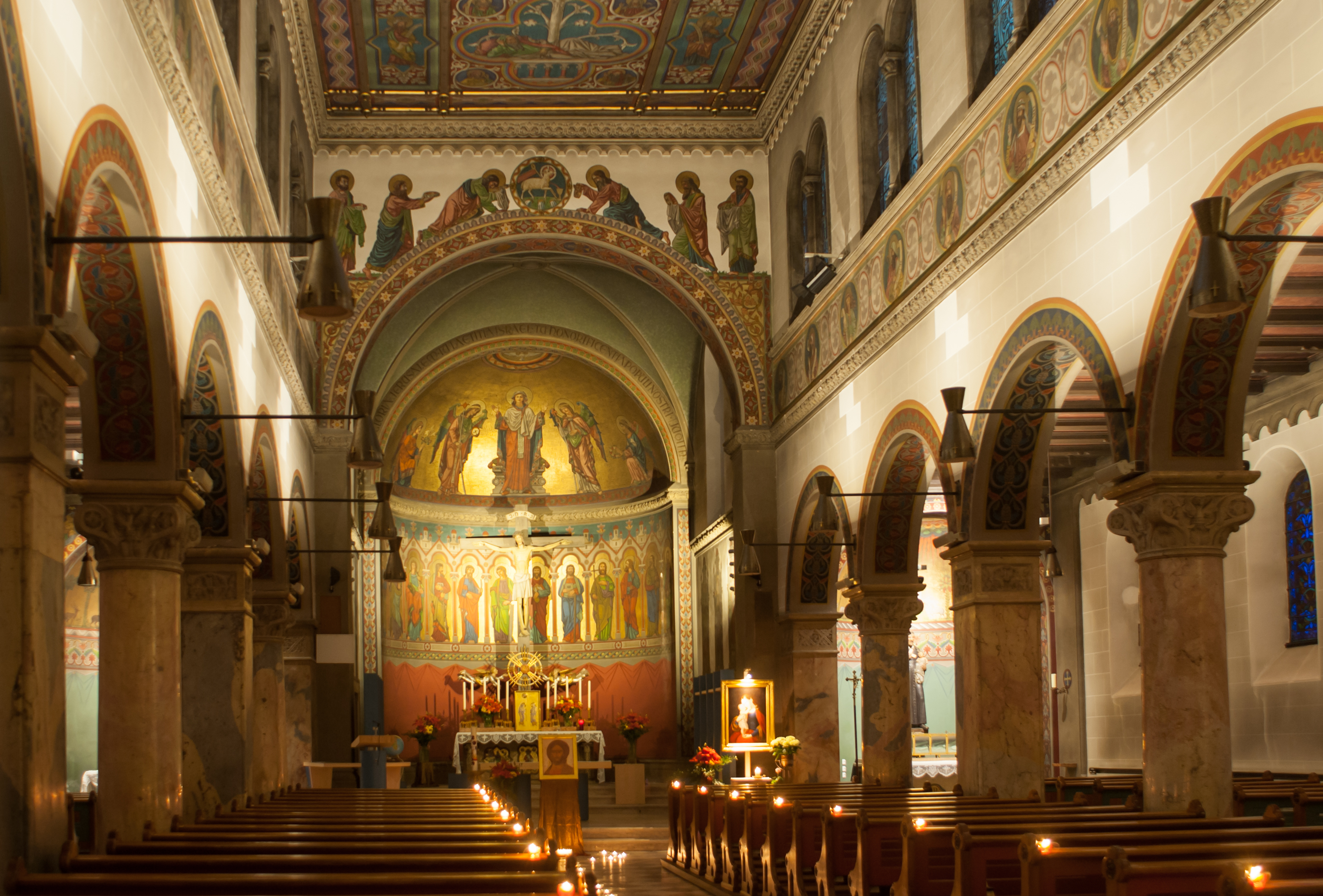
Blick durchs Mittelschiff zum Chor

Das Innere der sechsjochigen Basilika mit Stützenwechsel und Empore über dem Eingang ist im Südosten mit drei halbrunden Apsiden geschlossen, deren mittlere um ein Chorjoch verlängert ist. Das Mittelschiff ist mit einer flachen Kassettendecke versehen, die rechteckigen Bildfelder zeigen die Wurzel Jesse nach dem Vorbild von St. Michael in Hildesheim. Die dekorative Bemalung der Emporendecke stellt die hl. Cäcilia mit musizierenden Engeln dar und zeigt Anklänge an den Jugendstil. Die Seitenschiffe weisen Balkendecken, das Chorjoch ein Kreuzgewölbe auf. Die reiche Innenausstattung wurde vom Bozner Bildhauer Josef Schmid entworfen. Chor, Triumphbogen, Langhauswände, Orgelempore und Vorhalle sind  mit figürlichen Darstellungen sowie Schablonenmalerei von August Mayr dem Älteren geschmückt. Die Hauptapsis ist mit einem Mosaik gestaltet, es zeigt die zwölf Apostel unter Säulenbaldachinen, darüber die Muttergottes mit Engeln vor einem goldenen Hintergrund. Auch die Kalotten der Seitenapsiden sind  mit Mosaiken geschmückt. Das geschnitzte Kruzifix am Hochaltar wurde 1963 von Josef Staud geschaffen.